# Levenslange gevangenisstraf

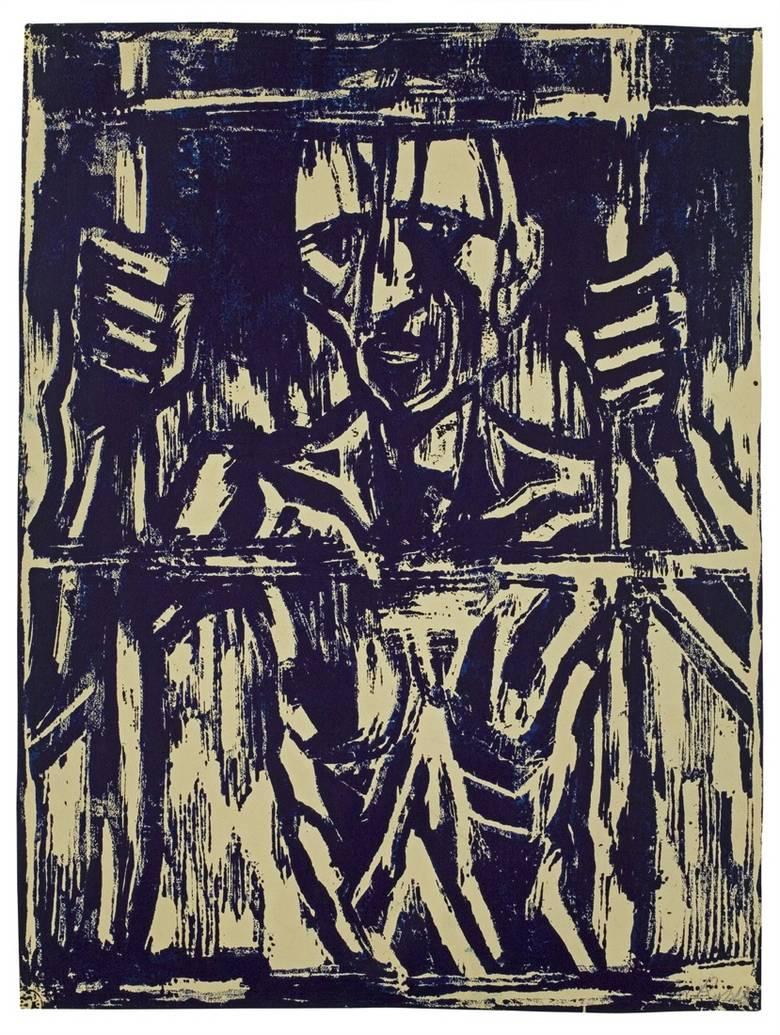
Der Gefangene, Christian Rohlfs, 1918.

Levenslange gevangenisstraf is in de meeste landen de hoogste straf die door een rechtbank kan worden opgelegd. Dit impliceert dat een veroordeelde gevangengezet wordt tot zijn levenseinde, maar de meeste landen kennen een regeling voor voorwaardelijke invrijheidstelling. Alleen de doodstraf geldt als een zwaardere straf, maar die wordt in veel landen niet meer toegepast. Nederland is, na het vertrek van het Verenigd Koninkrijk uit de Europese Unie, het enige land in de Unie waar een levenslange gevangenisstraf ook daadwerkelijk levenslang betekent, al zijn er uitzonderingen mogelijk.
Het Europees Hof voor de Rechten van de Mens heeft uitspraken gedaan waaruit blijkt dat het de tenuitvoerlegging van een levenslange gevangenisstraf als een inhumane behandeling ziet in de zin van artikel 3 van het Europees Verdrag voor de Rechten van de Mens (EVRM), als er juridisch en feitelijk geen perspectief op invrijheidstelling wordt geboden. Het Hof oordeelt dat de Europese lidstaten aan (levens)langgestraften perspectief moeten bieden door verlofmogelijkheden (indien verantwoord) en een beoordelingsmoment voor vroegtijdige invrijheidstelling.
Op 9 juli 2013 heeft de Grote Kamer van het Europese Hof tot bescherming van de Rechten van de Mens (het Hof) uitspraak gedaan in de zaak die drie levenslanggestraften tegen het Verenigd Koninkrijk hadden aangespannen (Vinter e.a). De uitspraak is van direct belang voor zowel de oplegging als de tenuitvoerlegging van de levenslange gevangenisstraf in het Verenigd Koninkrijk en Nederland. Volgens de uitspraak van het Hof moet een levenslange straf verkortbaar zijn en uitzicht bieden op invrijheidstelling. De betrokken staat moet dan ook voorzien in een hiertoe geëigende procedure (‘dedicated mechanism’). Deze procedure moet bij oplegging van de straf bestaan. Zo niet, dan is de straf vanaf het begin in strijd met het verbod van een inhumane behandeling (artikel 3 EVRM).
Hieronder de specifieke regelingen per land.

## België
In België is de levenslange opsluiting de maximumstraf voor bepaalde misdaden. Enkel het hof van assisen kan een beschuldigde tot een levenslange opsluiting veroordelen. Wanneer een misdaad gecorrectionaliseerd wordt, kan een beklaagde door de correctionele rechtbank niet tot een levenslange vrijheidsstraf veroordeeld worden. De correctionele rechtbank spreekt gevangenisstraffen uit, die steeds tijdelijk zijn. Terminologisch is er een onderscheid tussen levenslange opsluiting (voor gemeenrechtelijke misdaden) en levenslange hechtenis (voor politieke misdaden). Overigens is 'levenslang' geen correcte juridische term. Het woord wordt steeds gevolgd door de opgelegde straf, namelijk de opsluiting.
Uit handen gegeven jongeren kunnen geen levenslang krijgen (art. 12 Sw.).
Belgische doodstraffen werden al onder het bewind van koning Leopold I vrijwel systematisch omgezet in levenslange dwangarbeid, tot de doodstraf in 1996 ook formeel werd afgeschaft.
In de praktijk kan de tot levenslange opsluiting veroordeelde tot het einde van zijn dagen in gevangenschap worden gehouden, zoals bijvoorbeeld Jan Caubergh en Roland Feneulle (beiden overleden in 2013). Wel biedt de Wet van 5 maart 1998 betreffende de voorwaardelijke invrijheidstelling na minimaal 15 jaar de mogelijkheid op voorwaardelijke invrijheidstelling (tot 2013 kon dit al na 10 jaar). Andere mogelijkheden om vroeger vrij te komen zijn voorlopige invrijheidstelling en genade. Het is daardoor vrij uitzonderlijk dat een tot levenslange opsluiting veroordeelde effectief in de gevangenis sterft.

## Denemarken
In Denemarken betekent 'levenslang' dat de veroordeelde voor onbepaalde tijd in gevangenschap zit en in de praktijk vrijwel altijd een voorwaardelijke invrijheidstelling krijgt na verloop van tijd. Er is een wettelijke regeling waardoor de rechter en de reclassering kunnen besluiten tot voorwaardelijke invrijheidstelling.

## Duitsland
In Duitsland wordt de situatie van elke veroordeelde tot levenslang na 15 jaar detentie beoordeeld door een onafhankelijke kamer van drie rechters. Als zij voorwaardelijke invrijheidstelling overwegen, kunnen zij een uitgebreid onderzoek starten om vast te stellen of een voorwaardelijke invrijheidstelling verantwoord is. Dit systeem geldt alleen voor Duitsland, maar wordt door deskundigen gezien als een voorbeeld voor alle landen, met een balans tussen mensenrechten en veiligheid voor de maatschappij.

## Engeland en Wales
Engeland en Wales kennen een zeer uitgebreide wetgeving voor de levenslange gevangenisstraf, met een vastgestelde minimumduur voor bepaalde delicten en keuze-elementen, waar rechters kunnen bepalen hoelang de straf duurt. Dit is het zogenaamde tariff-systeem.

## Estland
In Estland betekent 'levenslang' dat de veroordeelde voor onbepaalde tijd in gevangenschap zit. Voorwaardelijke invrijheidstelling is mogelijk na een detentie van minimaal 30 jaar. De president heeft de bevoegdheid gratie te verlenen, maar dit is nog nooit gebeurd.

## Finland
In Finland kent men wel de levenslange gevangenisstraf, maar het is gebruikelijk dat er na 12 tot 14 jaar detentie gratie wordt verleend.

## Frankrijk
In Frankrijk bestaat een levenslange gevangenisstraf (perpétuité incompressible) sinds 1 februari 1994 (la loi 94-891 du 1er février 1994) in geval van kindermoord voorafgegaan door verkrachting, foltering of barbarij. In maart 2011 als onderdeel van de wet LOPPSI 2, werd levenslang zonder voorwaardelijke vrijlating uitgebreid tot gevallen van moorden op personen bekleed met openbaar gezag, mits zij zijn begaan met voorbedachten rade dan wel door een georganiseerde bende. Deze uitbreiding was een initiatief van president Nicolas Sarkozy, na de moord op een politieagent door een lid van de terroristische organisatie ETA in maart 2010. Voor andere delicten bestaat er een regeling voor vervroegde invrijheidstelling na 15 jaar detentie.

## Ierland
In Ierland betekent 'levenslang' dat de veroordeelde voor onbepaalde tijd in gevangenschap zit en in de praktijk vrijwel altijd na een aantal jaar vrijkomt door middel van een beroep, gratie of een voorwaardelijke invrijheidstelling. Er is een wettelijke regeling waardoor de rechter en de reclassering kunnen besluiten tot voorwaardelijke invrijheidstelling.

## Italië
In Italië betekent 'levenslang' dat de veroordeelde voor onbepaalde tijd in gevangenschap zit. Voorwaardelijke invrijheidstelling is mogelijk na een detentie van minimaal 26 jaar.

## Litouwen
In Litouwen betekent 'levenslang' dat de veroordeelde voor onbepaalde tijd in gevangenschap zit. Voorwaardelijke invrijheidstelling is mogelijk na een detentie van minimaal 26 jaar.

## Nederland
In Nederland kent men geen regeling voor voorwaardelijke invrijheidstelling bij een levenslange gevangenisstraf. Gratie kan verleend worden bij koninklijk besluit. Dit is sinds 1970 vijf keer gebeurd. De levenslange celstraf werd in 1870 ingevoerd als vervanging van de doodstraf.
Volgens de richtlijnen van het Openbaar Ministerie is de straf levenslang gereserveerd voor de ernstigste delicten, waarbij er bijvoorbeeld meerdere doden gevallen zijn. In enkele gevallen werd levenslang opgelegd voor een enkelvoudige moord, maar dan was er sprake van een justitiële voorgeschiedenis. Behalve met de ernst van het delict wordt er ook rekening gehouden met de persoonlijke omstandigheden van de verdachte. In 2003 nam de Tweede Kamer een wetsvoorstel aan dat het mogelijk maakt leiders van terroristische organisaties levenslang op te leggen. In 2017 zijn de regels gewijzigd waardoor er na 25 jaar een herbeoordeling moet plaatsvinden van een opgelegde levenslange gevangenisstraf. Hiermee zijn de Nederlandse regels in lijn met de eisen van de EVRM. Nadat deze maatregel van kracht werd, werd er een toename van het aantal tot levenslang veroordeelden zichtbaar.
Rechters kunnen een tbs-maatregel opleggen om personen buiten de samenleving te houden indien aannemelijk kan worden gemaakt dat ze ten tijde van het delict verminderd toerekeningsvatbaar waren en de kans op herhaling zeer groot blijft. Tbs kan in deze zin een verkapte vorm van levenslang worden. De langstzittende tot tbs veroordeelde was Theo H., die meer dan 50 jaar (tussen 1960 en 2011) in tbs-klinieken zat.

### Aantal levenslanggestraften
Sinds de invoering van het Wetboek van Strafrecht, is in de periode van 1886 tot 1945 34 keer een levenslange gevangenisstraf opgelegd. Van 1945 tot 1970 werd de straf 14 maal opgelegd (oorlogsmisdadigers onder de bijzondere rechtspleging buiten beschouwing gelaten). In de jaren 1970 werd de levenslange gevangenisstraf niet opgelegd. Na 1980 is aan 61 personen een levenslange gevangenisstraf opgelegd. De rechter leek steeds vaker levenslang op te leggen. Om die reden is in 2006 een wetswijziging in werking getreden die een gevangenisstraf van dertig jaar mogelijk maakt voor de misdrijven waarvoor voorheen twintig jaar opgelegd kon worden.

### Gratie
Er is geen regeling tot voorwaardelijke invrijheidstelling, maar een veroordeelde kan een gratieverzoek indienen. Bij koninklijk besluit kan gratie worden verleend en wordt levenslang omgezet in een tijdelijke celstraf. Dit besluit wordt genomen door de minister voor Rechtsbescherming en ondertekend door de koning. De minister zal hiervoor altijd het advies van het Openbaar Ministerie, de rechtbank en medische adviseurs inwinnen. Daarnaast houdt hij rekening met gevoelens in de samenleving. Het was lange tijd gebruikelijk dat een levenslanggestrafte gegratieerd werd. Van de 48 levenslanggestraften van 1886 tot 1970 kreeg 83% uiteindelijk gratie. In 1967 is berekend dat deze straffen na gemiddeld 15,7 jaar werden omgezet in een tijdelijke gevangenisstraf. Na 1970 kwamen nog vijf levenslang veroordeelden vrij door gratie.
Aan levenslang veroordeelden met een veroordeling ná 1970 is drie keer gratie verleend, namelijk een bijzonder geval in 2009, aan 
Cevdet Yılmaz in 2021 en aan Loi Wah Chung in 2021. Gratie lijkt sporadischer te worden en levenslang wordt daarmee letterlijk levenslang. Enkele verdachten die levenslang hadden gekregen, hebben geprobeerd via de Hoge Raad een uitspraak af te dwingen dat de levenslange gevangenisstraf in Nederland niet mag worden opgelegd, omdat dit in strijd zou zijn met Europese verdragen. De Hoge Raad oordeelde dat levenslange gevangenisstraf mag worden opgelegd omdat aan een levenslang gestrafte nog steeds gratie kan worden verleend.
De langstzittende tot levenslang veroordeelde is Appie Abbenhuis, die vanaf 1994 detentie ondergaat.

## Noorwegen
Noorwegen kent geen levenslange gevangenisstraf. De maximale gevangenisstraf duurt 21 jaar. Na de aanslagen in 2011 door Anders Breivik zocht men naar een manier om de Noorse samenleving voorgoed tegen hem te beschermen. Na de maximale straf kan de detentie telkens met vijf jaar worden verlengd, indien geconstateerd wordt dat de veroordeelde nog steeds een gevaar is voor de samenleving.

## Polen
In Polen betekent 'levenslang' dat de veroordeelde voor onbepaalde tijd in gevangenschap zit. Voorwaardelijke invrijheidstelling is mogelijk na een detentie van minimaal 25 jaar.

## Schotland
In Schotland betekent 'levenslang' dat de veroordeelde voor onbepaalde tijd in gevangenschap zit en in de praktijk vrijwel altijd na een aantal jaar vrijkomt door middel van een beroep, gratie of een voorwaardelijke invrijheidstelling. Er is een wettelijke regeling waardoor de rechter en de reclassering kunnen besluiten tot voorwaardelijke invrijheidstelling.

## Verenigde Staten van Amerika
In de Verenigde Staten verschilt de opvatting van levenslang sterk per staat. Meestal wordt er geen 'levenslang' gegeven, maar een straf die veel langer is dan een normaal mensenleven (bijvoorbeeld 200 jaar voor meerdere moorden). In een gerechtelijke uitspraak kan worden opgenomen of een later beroep of vrijlating mogelijk is of niet.

### Vlucht naar Mexico
In Mexico is de maximale gevangenisstraf 60 jaar. Het Mexicaanse Hooggerechtshof heeft in 2001 bepaald dat een levenslange gevangenisstraf zonder de mogelijkheid op beroep ongrondwettelijk is omdat het wreed en ongebruikelijk hard is, en dat het Artikel 18 van de Mexicaanse Grondwet schendt. Daarna kwamen er geruchten in omloop die zeiden dat veel Amerikaanse misdadigers naar Mexico zijn gevlucht omdat ze wisten dat Mexico ze waarschijnlijk niet zou uitleveren aan de VS (of een ander land waar de maximumstraf hoger ligt dan wat volgens de Mexicaanse wet toegestaan is). Het verschil tussen de Amerikaanse en de Mexicaanse visie op levenslange gevangenisstraffen heeft hoge spanningen veroorzaakt in de internationale politiek totdat het Mexicaanse Hooggerechtshof de mogelijkheid op uitlevering weer openstelde.